# Helmantlad ammunition

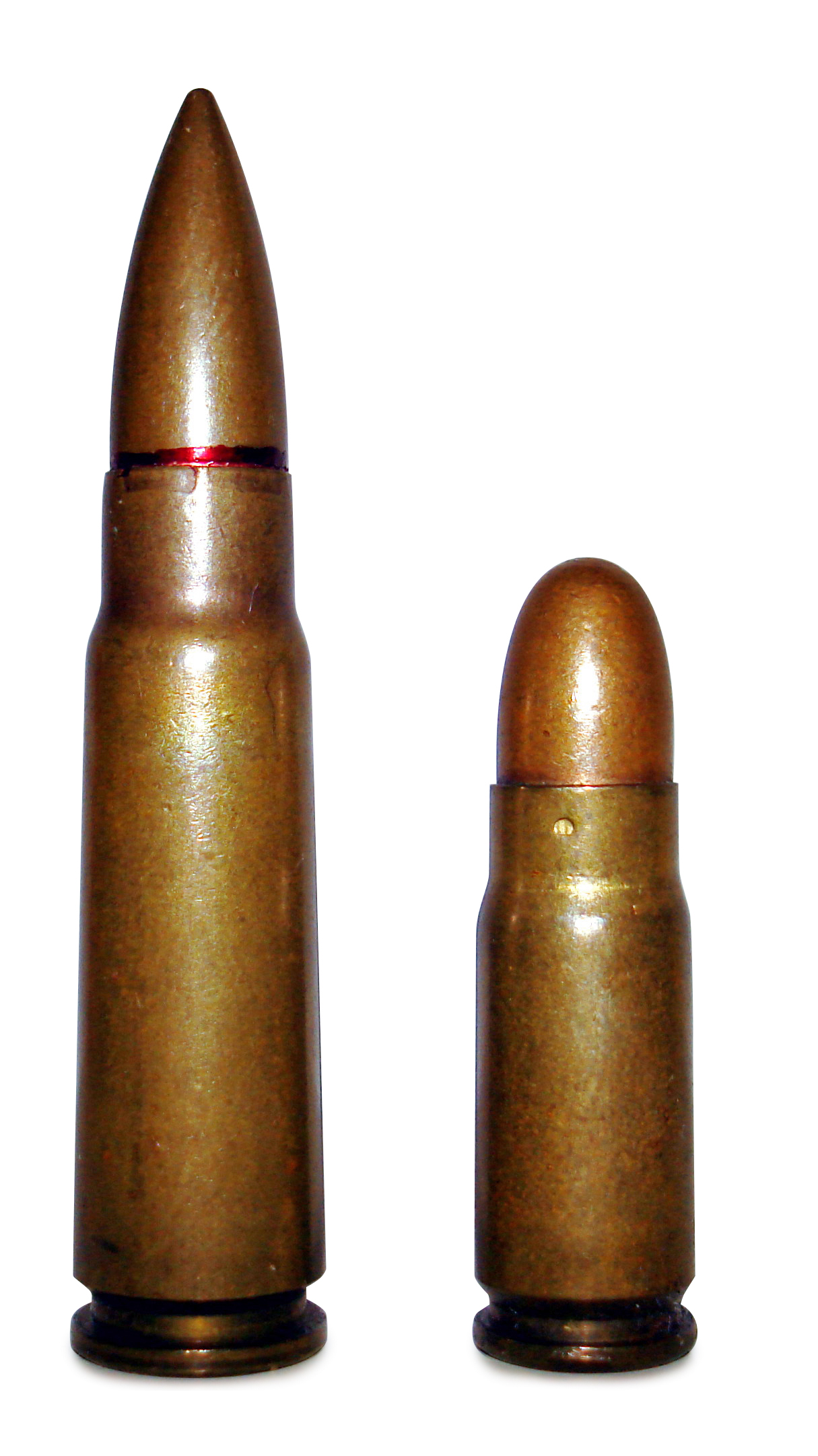
Helmantlad ammunition i två olika kalibrer.

Helmantlad ammunition (engelska: full metal jacket, kort FMJ) är kulor som är helt täckta av en mantel eller hölje. Höljet kan ha olika funktioner men det vanligaste är att skydda en blykula så att den klarar en hög utgångshastighet utan att deformeras. Manteln kan även användas för att en kula av stål eller något annat hårt material ska kunna avfyras utan att skada vapnets pipa. Vid jakt vill man oftast att kulan ska deformeras och expandera efter att den träffat målet och därför låter man manteln endast täcka sidorna av kulan som då kallas en halvmantlad kula. Dessutom finns exempelvis hålspetsammunition med flera olika typer av ammunition som är avsedd att se till att rörelseenergin överförs till det påskjutna.
Helmantlad kula används vid toppfågeljakt, men är i övrigt inte särskilt populär vid jakt eftersom den helt enkelt skadar så lite att träffen inte dödar det påskjutna viltet på önskvärt sätt. Dessutom kan helmantlade kulor ge problem med förlupna kulor som passerar viltet och skadar något eller någon på andra sidan. Ett annat vanligt problem med helmantlade kulor är att det är väldigt svårt att bedöma på förhand hur de uppför sig vid en rikoschett.
Däremot används helmantlad ammunition som ett krav från Haagkonventionen av militär världen över. Svenska polisen använde också tidigare helmantlad ammunition men övergav denna från den 31 oktober 2003. Anledningarna som uppgivits[källa behövs] är dels problemet med att kulorna passerar den påskjutna, dels de dåliga rikoschettegenskaperna men även att de helmantlade kulorna inte ansågs tillräckligt effektiva. 
Helmantlad ammunition brukar anses mer human än andra ammunitionstyper vilket dock är föremål för en del diskussion. Vissa varianter av helmantlad ammunition, exempelvis till .303 British, har pappersmassa eller aluminium i kulans nos vilket gör den baktung. Detta gör kulan instabil och får den att tippa över så snart den träffar något tjockare medium än luft. Denna typ av kulor är dock tillåten enligt Haagkonventionen och får alltså användas i krig.